# Liste des localités de l'État d'Irlande
Cet article concerne l'État d'Irlande indépendant. Pour l'île dans son ensemble, voir Liste des localités d'Irlande. Pour l'Irlande du Nord, voir Liste des localités d'Irlande du Nord.
Pour une liste des plus grandes localités classées par population, voir Liste des villes de l'État d'Irlande.
Cet article est une liste alphabétique des localités d'Irlande.
Le nom indiqué en italique est le nom en irlandais.
- Haut – A
- B
- C
- D
- E
- F
- G
- H
- I
- J
- K
- L
- M
- N
- O
- P
- Q
- R
- S
- T
- U
- V
- W
- X
- Y
- Z

## A
- Abbeyfeale - Mainistir na Féile
- Abbeyleix - Mainistir Laoise
- Annacotty - Áth na Coite
- Ardee - Baile Átha Fhirdhia
- Arklow - An tInbhear Mór
- Ashbourne - Cill Dhéagláin
- Athboy - Baile Atha Bui
- Athenry - Baile Átha an Rí
- Athlone - Baile Átha Luain
- Athy - Baile Átha Í

## B
- Bagenalstown - Muine Bheag
- Bailieborough - Coill an Chollaigh
- Balbriggan - Baile Brigín
- Ballaghaderreen - Bealach an Doirín
- Ballina - Béal an Átha (comté de Mayo)
- Ballina - Béal an Átha (comté de Tipperary)
- Ballinasloe - Béal Átha na Slua
- Ballinroad - Baile an Rodaigh
- Ballinrobe - Baile an Róba
- Ballivor - Baile Íomhair
- Ballybofey - Bealach Féich
- Ballyhaunis - Béal Átha hAmhnais
- Ballyjamesduff - Baile Shéamais Dhuibh
- Ballyshannon - Béal Átha Seanaidh
- Baltinglass - Bealach Conglais
- Banagher - Beannchar
- Bandon - Droichead na Bandan
- Bantry - Beanntraí
- Belmullet - Béal an Mhuirthead
- Birr - Biorra
- Blackrock - Carraig Dhubh
- Blarney - An Bhlárna
- Blessington - Baile Coimin
- Borris - Buiríos Uí Léigh
- Borris-in-Ossory - Buiríos Osraí
- Boyle - Mainistir na Búille
- Bray - Brí Chualann
- Bunclody-Carrickduff - Bun Clóidí / Carraig Dubh
- Buncrana - Bun Cranncha
- Bundoran - Bun Dobhráin
- Buttevant - Cill na Mullach

## C
- Cahir - Cathair Dún Iascaigh
- Callan - Callainn
- Carlow - Ceatharlach
- Carndonagh - Carn Domhnach
- Carrickmacross - Carraig Mhacaire Rois
- Carrick-on-Shannon - Cora Droma Rúisc
- Carrick-on-Suir - Carraig na Siuire
- Carrigaline - Carraig Uí Leighin
- Carrigtwohill - Carraig Tuathaill
- Cashel - Caiseal Mumhan
- Castlebar - Caisleán an Bharraigh
- Castleblayney - Baile na Lorgan
- Castlebridge - Droichead an Chaisleáin
- Castlecomer - Caisleán an Chomair
- Castleisland - Oileán Chiarraí
- Castlepollard -Cionn Torc ou/et Baile na gCros
- Castlerea - An Caisleán Riabhach
- Castletownbere - Baile Chaisleáin Bhéara
- Cavan - an Cábhán
- Celbridge - Cill Droichid
- Charleville - Rath Luirc
- Clane - Claonadh
- Clara - Clóirtheach
- Claremorris - Clár Chlainne Mhuiris
- Clifden - An Clochán
- Clogherhead - Ceann Chlochair
- Clonakilty - Cloich na Coillte
- Clones - Cluain Eois
- Clonmel - Cluain Meala
- Clonroche - Cluain an Róistigh
- Cobh - An Cóbh
- Cootehill - Muinchille
- Collinstown - Baile na gCailleach
- Cork - Corcaigh
- Cratloe - Cill Chaoi
- Crosshaven - Bun an Tabhairne

## D
- Daingean - An Daingean
- Dalkey - Deilginis
- Dingle - Daingean (Uí Chúis)
- Donabate - Domhnach Bat
- Donegal - Dún na nGall
- Drogheda - Droichead Átha
- Dublin - Baile Átha Cliath
- Duleek - Damhliag
- Dunboyne - Dún Búinne
- Dundalk - Dún Dealgan
- Dungarvan - Dún Garbháin
- Dunmanway - Dúnmaonmhuí
- Dunmore East - Dún Mór
- Dunshaughlin - Domhnach Seachnaill

## E
- Edenderry - Eadán Doire
- Enfield - An Bóthar Buí
- Ennis - Inis
- Enniscorthy - Inis Córthaidh
- Enniskerry - Áth na Scairbhe

## F
- Fermoy - Mainistir Fhear Maí
- Foynes - Faing

## G
- Galway - Gaillimh
- Glasnevin - Glas Naíon
- Gorey - Guaire
- Gort - Gort Inse Guaire
- Greystones - Na Clocha Liatha

## H
- Hospital -  An tOspidéal or Ospidéal Ghleann Áine

## K
- Kanturk - Ceann Toirc
- Kells - Ceanannas
- Kenmare - An Neidin
- Kilcock - Cill Coca
- Kilcoole - Cill Chomghaill
- Kilcullen - Cill Chuilinn
- Kildare - Cill Dara
- Kilkenny - Cill Chainnigh
- Kill - An Chill
- Killala - Cill Ala
- Killarney - Cill Áirne
- Killiney - Cill Iníon Léinín
- Killorglin - Cill Orglan
- Kilmaine - Cill Mheáin
- Kilrush - Cill Rois
- Kingscourt - Dún an Rí
- Kinnegad - Cionn Átha Gad
- Kinsale - Ceann tSáile
- Kinsealy - Cionn tSáile

## L
- Laytown - An Inse
- Leixlip - Léim an Bhradáin
- Letterkenny - Leitir Ceanainn
- Lifford - Leifear
- Limerick - Luimneach
- Lisdoonvarna - Lios Dún Bhearna
- Listowel - Lios Tuathail
- Longford - An Longfort
- Loughrea - Baile Locha Riach
- Lusk - Lusca

## M
- Macroom - Maigh Chromtha
- Malahide - Mullach Íde
- Mallow - Maigh Ealla (plus correct), ou Mala
- Maynooth - Maigh Nuad
- Midleton - Mainistir na Corann
- Millstreet - Sráid an Mhuilinn
- Milltown Malbay - Sráid na Cathrach
- Mitchelstown - Baile Mhistéala
- Moate - An Móta
- Monaghan - Muineachán
- Monasterevin - Mainistir Eimhín
- Mountmellick - Móinteach Mílic
- Mullingar - An Muileann gCearr
- Mulranny - Maoil Raithne

## N
- Naas - Nás na Rí
- Navan - An Uaimh
- Nenagh - an tAonach ou Aonach Urmhumhan
- New Ross - Ros Mhic Triúin
- Newbridge - An Droichead Nua
- Newcastle - An Caisleán Nua
- Newcastle West - An Caisleán Nua Thiar
- Newmarket-on-Fergus - Cora Chaitlín
- Newport - Baile Uí Fhiacháin
- Newtownmountkennedy - Baile an Chinnéidigh

## O
- Old Leighlin - Seanleithghlinn
- Oranmore - Órán Mór

## P
- Passage West - An Pasáiste
- Portarlington - Cúil an tSúdaire
- Portlaoise - Port Laoighise
- Portlaw - Port Cladach
- Portmarnock - Port Mearnóg
- Portrane - Port Reachrainn
- Prosperous - An Chorrchoill

## R
- Rathangan - Ráth Iomgháin
- Rath Cairn -Ráth Cairn
- Rathcoole - Rath Cúil
- Rathnew - Ráth Naoi
- Ratoath - Ráth Tó
- Roscommon - Ros Comáin
- Roscrea - Ros Cré
- Rosslare - Ros Láir
- Rush - Ros Eó

## S
- Sallins - Na Solláin
- Scarriff - An Scairbh
- Shannon - An tSionna
- Sixmilebridge - Droichead Abhann Uí gCearnaigh
- Skerries - Na Sceirí
- Skibbereen - An Sciobairín
- Sligo - Sligeach
- Stamullen - Steach Maoilin
- Stranorlar - Srath an Urláir
- Swinford - Béal Átha na Muice
- Swords - Sórd

## T
- Tallaght - Tamhlacht ou Tamhlacht na Lobhar
- Templemore - An Teampall Mór
- Thomastown - Baile Mhic Andáin
- Thurles - Dúrlas Éile
- Timoleague - Tigh Molaige
- Tipperary - Tiobrad Árann
- Tower
- Tralee - Trá Lí
- Tramore - Trá Mhór
- Trim - Baile Átha Troim
- Tuam - Tuaim
- Tullamore - an Tulach Mhór
- Tullow - An Tulach

## V
- Virginia - Acadh an Iúir

## W
- Waterford - Port Láirge
- Westport - Cathair na Mart
- Wexford - Loch Garman
- Wicklow - Cill Mhantáin

## Y
- Youghal - Eochaill